# Frank Holl

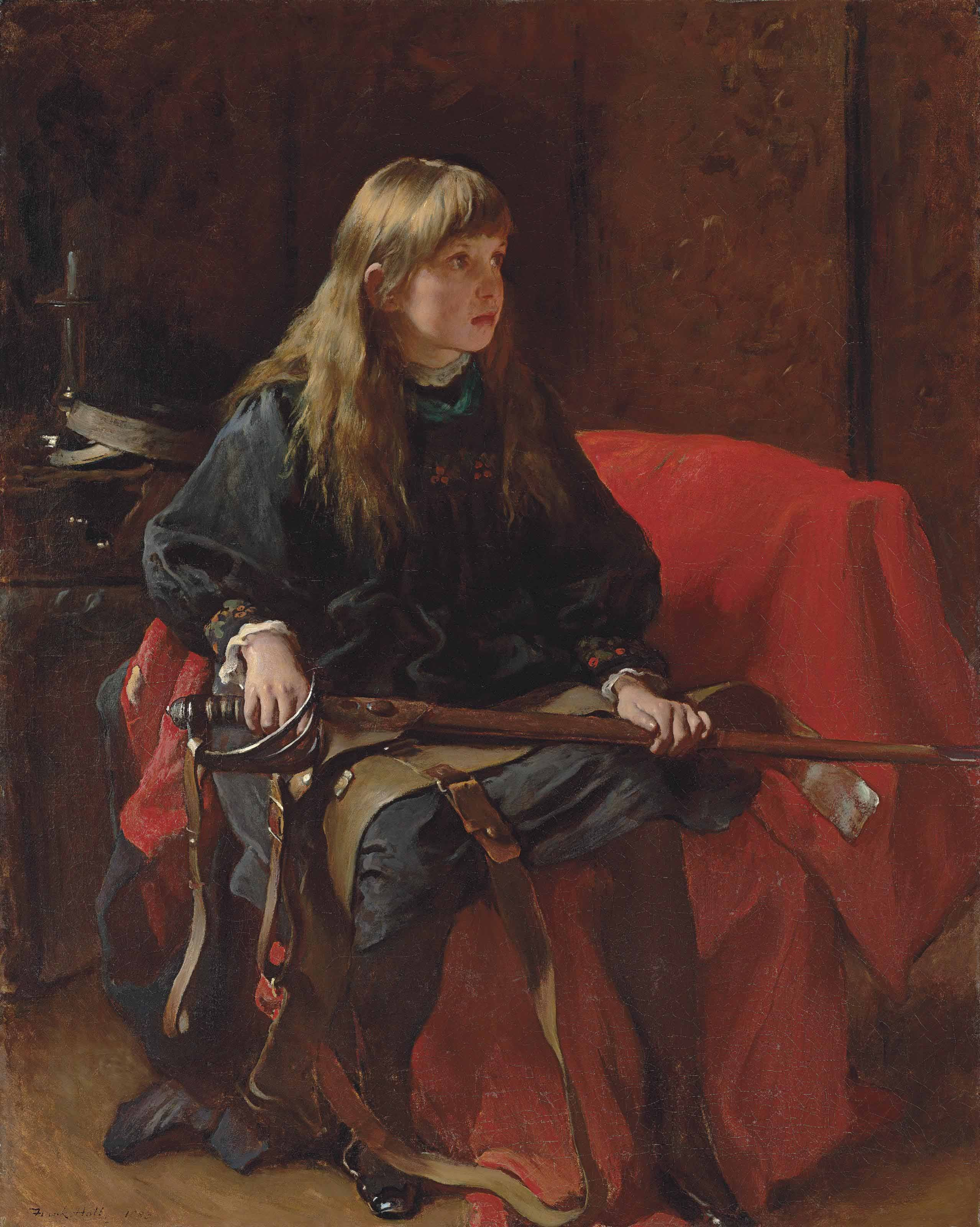
Megöltél valakit atyám?, 1883

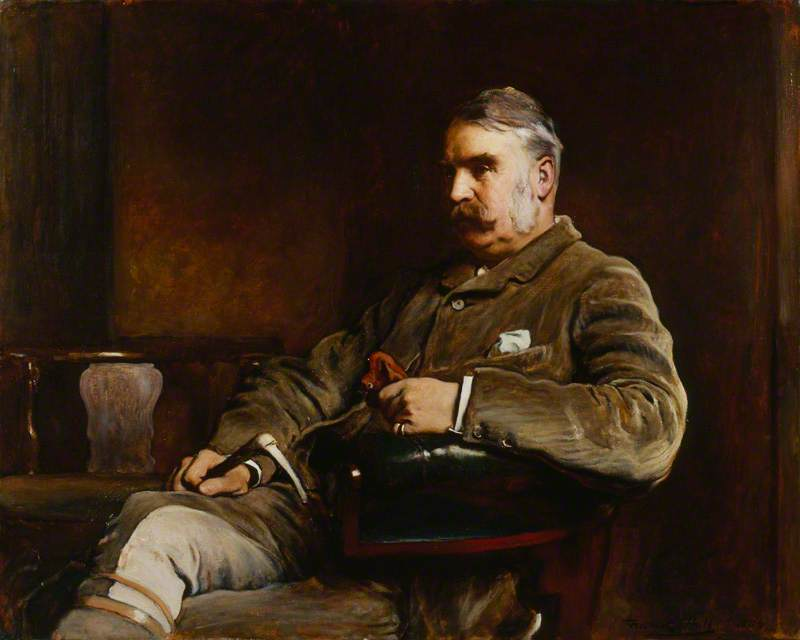
W. S. Gilbert, 1886, National Portrait Gallery, London

Francis Montague Holl (London 1845. július 4. – Camden kerület, 1888. július 31.) angol festő, aki szituációs és zsánerképekre, kissé szentimentális festményekre specializálódott, gyakran a társadalmi realizmus irányzataiból merítve a viktoriánus festészetben. Emellett – különösen későbbi éveiben, amikor a társadalmi realizmus iránti kereslet alábbhagyott – portréfestő is volt, főként hivatalos portrékat készített előkelő és idős férfiakról, köztük a királyi család tagjairól is.
Negyvenes évei elején halt meg, amit egyes kortársak a túlhajszoltságnak tulajdonítottak, mivel élete utolsó húsz évében nagyon elfoglalt volt. Hírneve halála után jelentősen visszaesett, a Watts Galéria 2013-as kiállítása és annak katalógusa volt az első jelentős figyelem, amelyet egy évszázad óta kapott.

## Életpályája
Holl Londonban született, neves metsző családban, Francis Holl fia volt, valamint ifj. William Holl unokaöccse és id. William Holl unokája, akinek a szakmáját eredetileg követni akarta. Tanulmányait főként a University College School-ban végezte. A Royal Academy Schools-ba 1860-ban próbaidős festőként lépett be, és gyorsan haladt előre, ezüst- és aranyérmeket nyert,(ösztöndíjat Izsák áldozata című festményével), és 1864-ben debütált kiállítóként az A portré és a Kifelé a templomból című témaképével. A Páfránygyűjtő (1865); A megpróbáltatás (1866); A gyermekorvos (kissé komor pátosza nagy feltűnést keltett) és ezeket az Arcok a tűzben (1867) követte. Holl 1868-ban tanulói ösztöndíjat nyert; a következő sikeres mű a fiatal festő hangulatára jellemző Az Úr adta, az Úr vette el. 
1869-ben a fametsző és társadalmi reformer William Luson Thomas szerződtette művészként, hogy újonnan alapított újságjánál, a The Graphic-nál dolgozzon. Holl csodálói közé tartozott Vincent van Gogh, aki testvéréhez, Theóhoz és barátjához, Anthon van Rappardhoz írt leveleiben kifejezte Holl iránti csodálatát. Míg Londonban élt, van Gogh igényesen kivágta és összegyűjtötte Holl a The Graphicban megjelent metszeteit.
1886-ban diplomamunkájaként elkészítette Millais portréját, de egészsége gyorsan romlott, és 1888. július 31-én meghalt az észak-londoni Hampsteadben. A Highgate temető nyugati oldalán lévő sírboltban temették el, ahol felesége, Annie Laura 1931. június 10-én csatlakozott hozzá, aki 86 éves korában halt meg otthonukban, a Three Gables és Fitzjohn's Avenue sarkán, Hampsteadben. Hollnak a Szent Pál-székesegyházban is van egy emlékműve.
Frank Holl: Emerging from the Shadows című 2013-as kiállítás az angliai Surrey-ben található Watts Galleryben volt látható, amelyen a művész 14 festménye szerepelt. Holl számos festménye azonban elveszett; jelentőségük a társadalmi realizmus kimagasló darabjaiként megőrzik értéküket. Elhagyva az otthont című festményét nemrég fedezték fel újra.

## Művei
A túlhajszoltság aláásta Holl egészségét, de hírnevét a diákság biztosította. 1870-ben festette a Better is a Dinner of Herbs where Love is, than a Stalled Ox and Hatred therewith című festménye, valamint 1871-ben a Nincs hír a tengerről (egy halászkunyhó jelenete) – egy lélegzetelállító pátosszal és erővel elmesélt történet; Én vagyok a feltámadás és az élet (1872); Elhagyott otthon (1873), Elhagyatott (1874) (mindkettő nagy sikert aratott); Elsőszülött, (egy csecsemőt sírba vivő lány) (1876); és Hazamegyek (1877). 
1877-ben festette a Csak csendben, csak halkan című két képet. A Newgate, perbe fogva 1878-ban tanúsítja először a festő egészségi állapotának megromlását. Ebben az évben választották meg az A.R.A.-nak, és kiállította a Tündérek ajándékai, A ház lánya, Szökevények és Samuel Cousins, a metsző portréját.
Hollt elárasztották a megbízások, amelyeket nem utasított vissza. A gyenge alkatára nehezedő megterhelés következményei többé-kevésbé a Ordered to the Front, egy katona távozása (1880); a Home Again, a folytatás, 1883 (amely után Királyi Művészeti Akadémia tagja lett) című művében nyilvánultak meg.
Holl főbb portréi közé tartozik Lord Roberts képmása, amelyet Viktória királynő számára festett. (1882); Walesi herceg; Walesi herceg (1882-83); Lord Dufferin, Cleveland hercege (1885); Lord Overstone, John Bright, Mr Gladstone, Joseph Chamberlain, John Tenniel, Earl Spencer, Viscount Cranbrook és még sokan mások.
Megöltél valaha valakit, apám? (1883), amely egy fiatal lányt ábrázol apja szablyájával, 2014-ben 74 500 fontot ért el a Christie’snél, a 80 000 és 120 000 font közötti becsült ár alatt. Modellként lányát, Ninát használta, valamint Field Marshall, Lord Wolseley kardját, akinek portréját éppen akkoriban festette. Ahogy egy másik lánya életrajzában feljegyezte:
[Nina] egy nap egy ülés után betévedt a műterembe....nyugodtan felült a trónra, és felvette Lord Wolseley kardját, amely történetesen a székkel szemben feküdt. Néhány pillanatig komolyan szemlélte, majd hirtelen felnézve így szólt: „Lord Wolseley ezzel ölt meg valakit, apa?”

## Képek

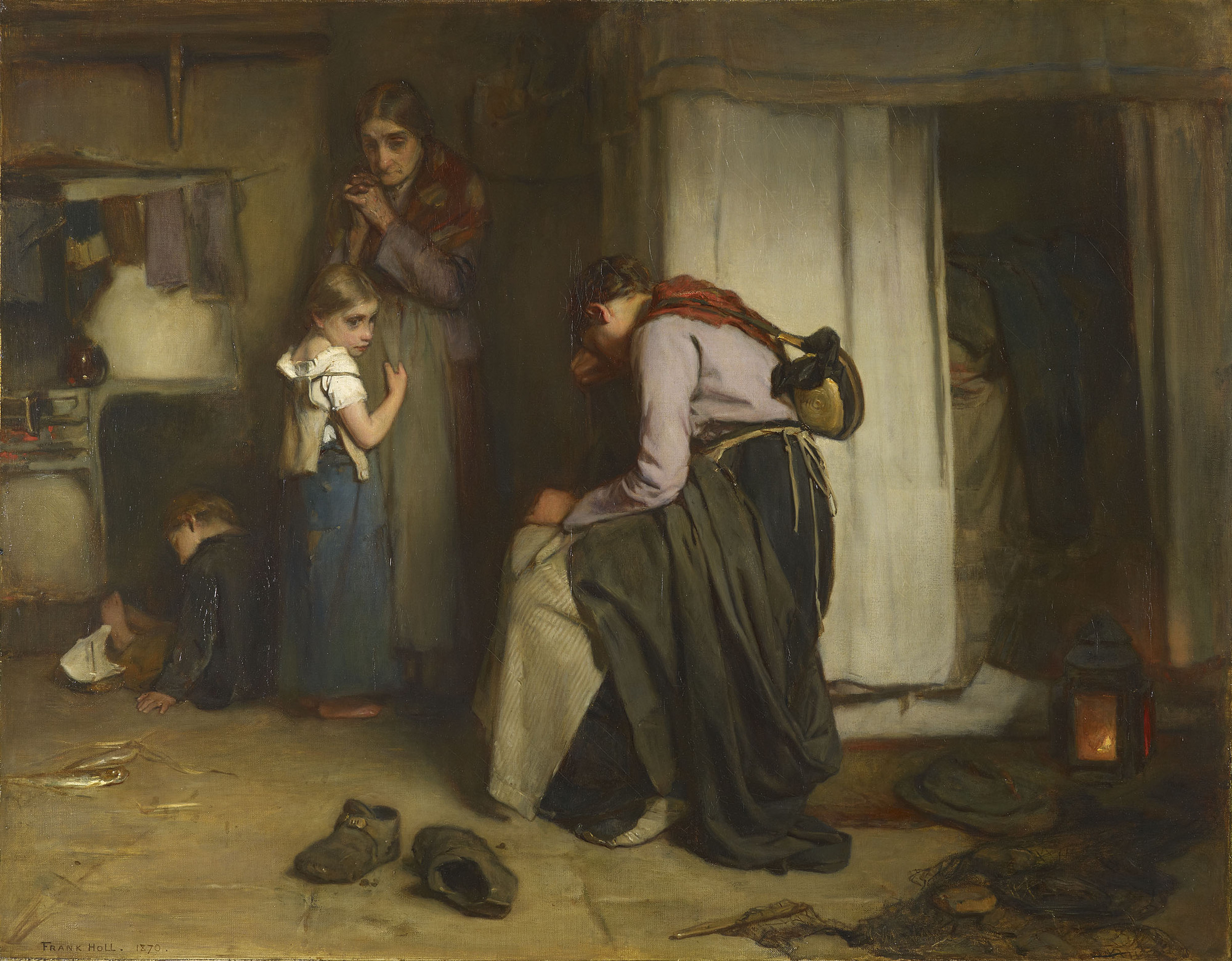
Nincs hír a tengerről, 1870, Királyi Gyűjtemény
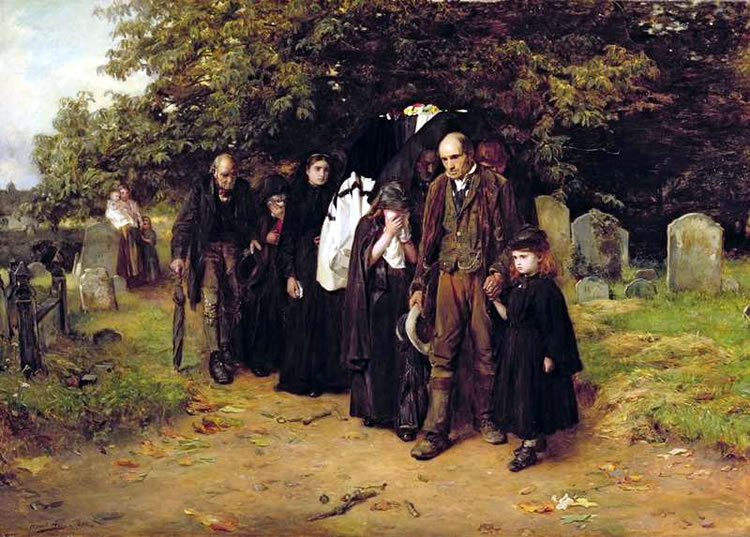
Én vagyok a feltámadás és az élet, avagy A falusi temetés, 1872
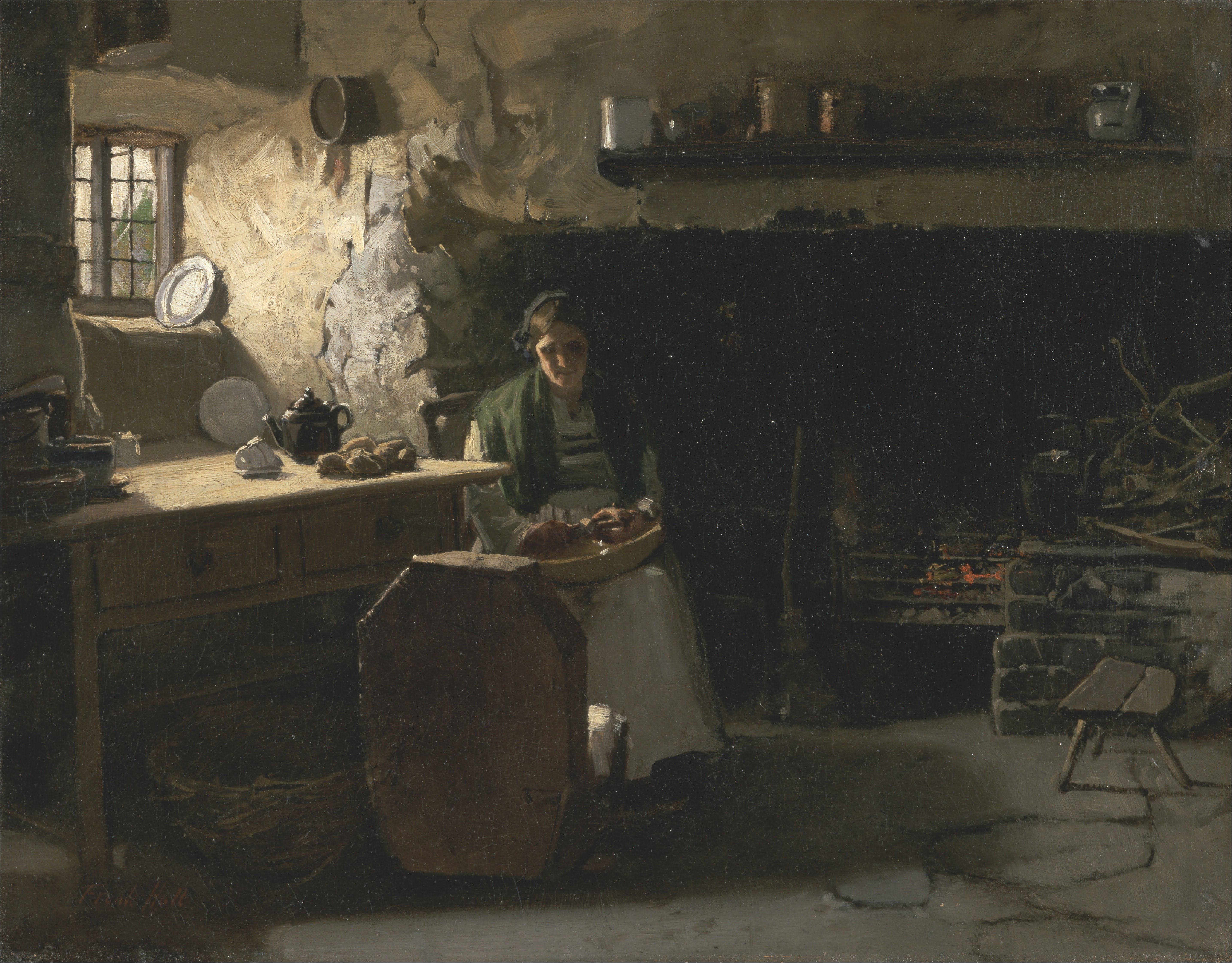
Krumplihámozás, 1880 körül.
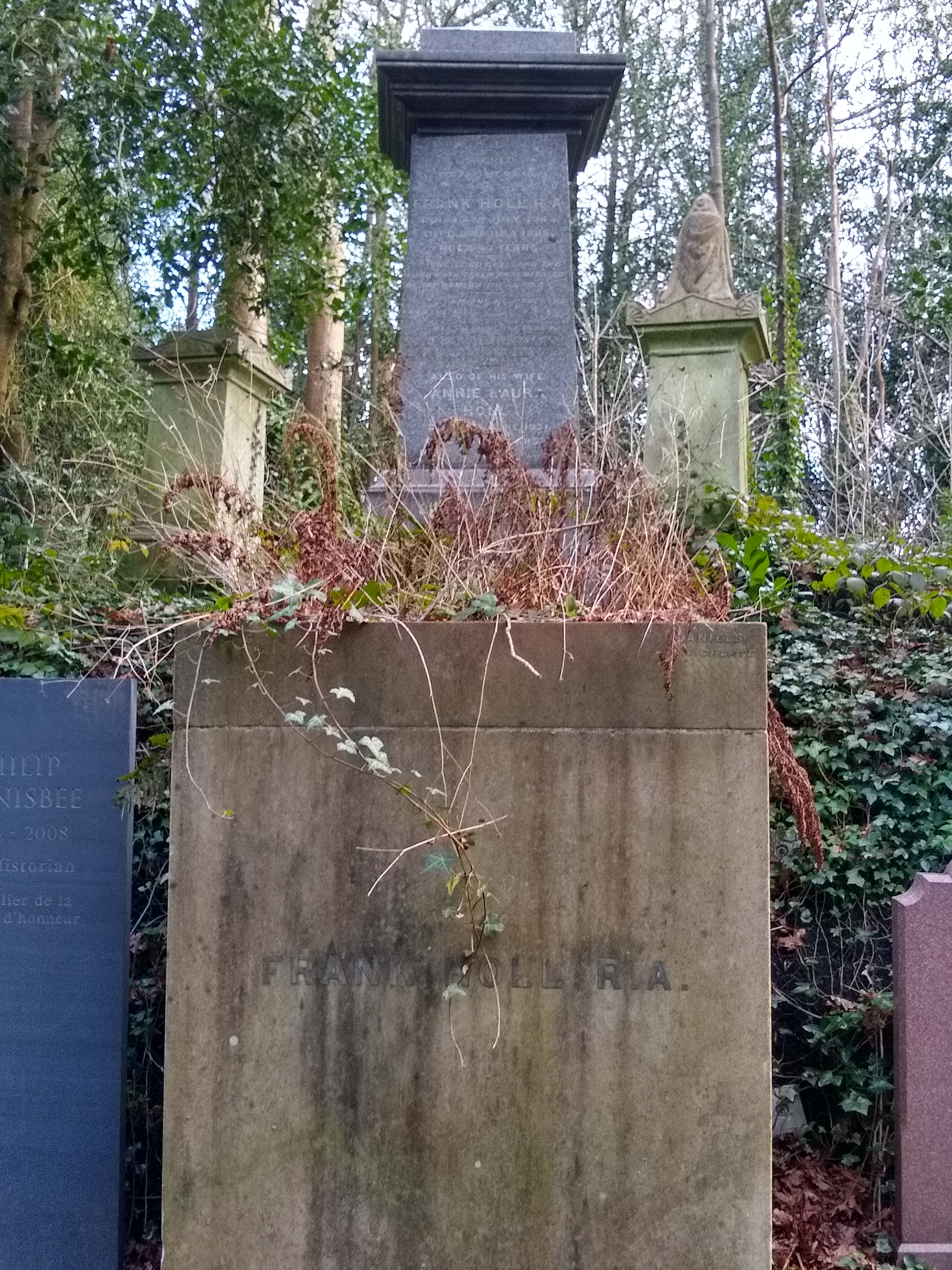
Frank Holl családi sírboltja a Highgate temetőben

## Fordítás
- Ez a szócikk részben vagy egészben  a   Frank Holl című angol Wikipédia-szócikk ezen változatának fordításán alapul.  Az eredeti cikk szerkesztőit annak laptörténete sorolja fel. Ez a jelzés csupán a megfogalmazás eredetét és a szerzői jogokat jelzi, nem szolgál a cikkben szereplő információk forrásmegjelöléseként.